# Lista aberta
A lista aberta é um sistema de votação de representação proporcional onde os eleitores votam em partidos e na ordem dos candidatos na lista desse partido.
No sistema de lista fechada, cada partido apresenta previamente uma lista de candidatos com o número correspondente ao círculo eleitoral, onde esses candidatos são colocados ordenados crescentemente. O eleitor vota na lista de um partido e o número de eleitos será proporcional ao número de votos que o partido obteve. Nesse sistema os candidatos no topo da lista tendem a se eleger com mais facilidade. No sistema de lista aberta, a lista só é definida após a apuração dos votos. Dessa forma, se um candidato específico obtiver um número de votos grande o suficiente, isso se refletirá em um maior número de cadeiras para seu partido e portanto possibilitará a entrada de outros candidatos desse partido mesmo que estes últimos tenham recebido poucos votos.
No Brasil, o cálculo do número de cadeiras que serão distribuídas entre cada partido após as eleições é feito com base no Método D'Hondt.

## Lista de países com representação proporcional de lista aberta
Note que alguns desses países podem usar outros sistemas além da lista aberta. Por exemplo, a lista aberta pode só ser utilizada em eleições da câmara baixa enquanto outro método é usado para a câmara alta, como é o caso do Brasil.
- Áustria[1]
- Bélgica[1]
- Bósnia e Herzegovina[2]
- Brasil[3]
- Chile[3]
- Colômbia[CEPPS 1]
- Chipre[1]
- Dinamarca[1]
- Estônia[CEPPS 2]
- Finlândia[1]
- Grécia[1]
- Indonésia[CEPPS 3]
- Iraque[4]
- Japão[5]
- Letônia[CEPPS 4]
- Liechtenstein[1]
- Luxemburgo[CEPPS 5]
- Holanda[CEPPS 6]
- Noruega[CEPPS 7]
- San Marino[1]
- Eslováquia[CEPPS 8]
- Eslovênia[CEPPS 9]
- Sri Lanka[CEPPS 10]
- Suécia[CEPPS 11]
- Suíça[3]

### Outras eleições
- Alemanha

Para eleições regionais nos estados de Bremen e Hamburgo, e eleições municipais em diversos estados
- Itália

Para eleições do Parlamento Europeu, regionais e municipais; também em eleições para o parlamento nacional antes das reformas eleitorais.